# Euphyia colombaria
Euphyia colombaria là một loài bướm đêm trong họ Geometridae.